# 兹沃尼米尔·舍帕罗维奇
兹沃尼米尔·舍帕罗维奇（1928年9月14日—2022年1月30日），克罗地亚政治人物，曾任司法部长、外交部长、萨格勒布大学校长等职。

## 生平
1928年9月14日生于科尔丘拉岛布拉托。1953年毕业于萨格勒布大学法学院，曾在政府司法部门工作。1961年开始在萨格勒布大学法学院任教，主要从事犯罪学研究。1966年在卢布尔雅那大学法学院获得博士学位。1985年至1987年任萨格勒布大学法学院院长。1989年至1991年任萨格勒布大学校长。1990年参与成立克罗地亚被害者研究会，并担任首任主席。
1991年克罗地亚宣布独立后，以无党派身份出任外交部长。因与总统弗拉尼奧·图季曼意见分歧，1992年转任克罗地亚常驻联合国代表。1994年当选欧洲文理科学院院士。1999年至2000年出任司法部长。任内将塞尔维亚告上海牙国际法院，指控其在1991年至1995年克罗地亚独立战争期间犯下了违反《灭绝种族罪公约》的罪行。
2000年以独立候选人的身份参加克罗地亚总统选举，最终落选。2022年1月30日在萨格勒布逝世。